# NPO
NPOとは、「Nonprofit Organization」又は「Not-for-Profit Organization」の略で、広義では非営利団体のこと。狭義では、非営利での社会貢献活動や慈善活動を行う市民団体のこと。最狭義では、1998年3月に成立した特定非営利活動促進法により法人格を得た団体（特定非営利活動法人）のことを指す。法人格を得た団体は内閣府の「NPO法人ポータルサイト」で確認できるようになっている。なお、米国や英国などではNon-profitというが、韓国や台湾などではNPOという表現が使われている。

## 概説

### ジョンズ・ホプキンズ大学国際比較研究プロジェクトにおける定義
1990年から行われたジョンズ・ホプキンズ大学国際比較研究プロジェクトにおいては、国際比較を可能とするためにNPOを次の要件を満たすものと定義した。
- (1)正式の組織（Formal Organization）であること
- (2)非政府組織であること（Non-Political）
- (3)利益を配分しないこと（Non-Profit Distributing）
- (4)自己統治（Self-Governing）
- (5)自発的であること（Voluntary）

1994年までの研究プロジェクト第1段階では、
- (6)非宗教組織であること
- (7)非政党団体であること

が付け加えられたが、あくまで比較作業上の理由によるものであり、第2段階では、上記の狭義の定義と、(6)(7)を要件から除外し、さらに協同組合と相互団体を加えた広義の定義との2本立てで調査が行われた。
以上の定義が一般的であるが、NPO（非営利組織）を組織の分析概念とすれば、認識主体の認識対象の重要性に応じ、NPOの定義は、James & Rose-Ackerman(1988)、Hayes(1996)、電通総研(1996:23-24)、田尾(1999:4-5)、田尾・吉田(2009:3-4)、村上(2014:96)など、さまざまになされている。またL.M.サラモンの研究でも、上記の5つの定義構成要素に加え、6番目の構成要素として「公益性」(public benefit)すなわち「公共目的のために活動・貢献している」が加わっている(Salamon，1999:10-11)。複数の定義構成要素のうち、NPOの本質的特徴は、「利益を分配しないこと」すなわち「非利益分配拘束」がもっとも重要である。なぜなら、それ以外の定義構成要素の特徴は、一定の社会貢献を経営理念とし、株式会社の組織形態を採用する民間企業も該当する。しかし「非利益分配拘束」は、純粋型としてのNPO（非営利組織）に不可欠である。またNPOは“Non-Profit Organization”であるから、営利活動とは無関係に寄付金や助成金だけに依存する、ボランティアの組織であると考えれば、「ソーシャル・ビジネス」の組織をNPOに含むことができなくなる。NPOによる営利活動は十分あり得るし、また営利組織も、その社会的責任から公益性を追求し、社会貢献することは、今日では、むしろ一般的である(新原，2003)。したがってNPOは“Not for Profit Organization”と考えることが現実的である。民間企業でも本業の貫徹とその成就自体に社会貢献の意味が含まれる(村上，2014:97)。社会に損傷を与えるビジネスは一過的であり、営利の事業運営の継続性も、なんらかの社会貢献と自然に結びついている。故に利益分配するかどうかの「非利益分配拘束」が「非営利」と「営利」の純粋型での違いである。

### 広義のNPO
広義のNPOは、利益の再分配を行わない組織・団体一般（非営利団体）を意味する。この場合の対義語は営利団体、即ち会社（会社法による）などである。この意味では、社団法人や財団法人、医療法人、社会福祉法人、学校法人、宗教法人、中間法人、協同組合、果ては地域の自治会なども広義の NPO である。法令に定められた各種法人格を持つものにあっても、行う事業あるいはその組織・団体自体を維持するために収益を上げることに制限はない。有給・無給の専従職員を置く団体も数多い。
アメリカにおいて制定された内国歳入法典に "NPO" という呼称が使われたことから、この言葉が広まったとされる。1960年代の公民権運動がNPO活動の発展に火をつけた。もともと「小さな政府」として成立しているアメリカでは、市民の自発的な非営利活動によって市民社会をより良い環境に構築していく必要性があり、各州の法律によって非営利団体の活動は保護また規定されている。たとえば、ウィキペディアを運営する "Wikimedia Foundation" は、フロリダ州法に基づく非営利団体である。ほとんどの財源は民間や個人の寄付金によって賄われ、一般的な認識としては市場経済の一員である。
北欧では、スウェーデンの 1809年憲法に明記された近代的オンブズマンが起源である。憲法に記載されていることから分かるように、れっきとした行政機関である。財源は原則として福祉国家から拠出されるため、政府の代理人という性質を持つ。
フランスでは、1901年法という法律に基づいて設立された結社（アソシアシオン association）が、日米でいうところの NPOと類似の活動を行っている（社会福祉目的の他、スポーツ・文化活動など）。長い伝統に基づき、どこにも属さない市民社会の中核として活動している。

### 狭義のNPO
NPOは、狭義では、各種のボランティア団体や市民活動団体を意味し、さらに狭く「特定非営利活動法人」をNPOとする場合もある。「特定非営利活動促進法」によって国、又は都道府県に認証をうけたNPOを通称でNPO法人という。
日本では、1995年の阪神・淡路大震災を契機に市民活動団体、ボランティア団体等で法人格の必要性がクローズアップされた。
市民活動団体の法人格取得を容易にするための国会への法案提出はまず、新進党案として、市民公益活動を行う団体に対する法人格の付与等に関する法律案が、平成7年11月7日に第134回国会で衆議院に提出されたが、第137回国会まで継続審議となり、衆議院解散で廃案になった。
第139回国会において、新進党が、市民公益活動を行う団体に対する法人格の付与等に関する法律案を、1996年11月29日に再提出し、自民・社民・さきがけ連立与党は、市民活動促進法案を1996年11月29日に提出した。
この2法案は、第140回国会まで継続審査となり、この国会で、共産党案として、非営利団体に対する法人格の付与等に関する法律案が、1997年3月14日に提出された。
与野党提出の3法案は、1997年6月6日の本会議において、新進党案及び共産党案が否決され、自民・社民・さきがけ連立与党案の市民活動促進法案に民主党の修正を加えたものが、衆議院本会議で可決された。
参議院においては、第142回国会まで継続審議となり、参議院自民党が「市民」の語への反発から「市民活動」を「特定非営利活動」にするなどの修正要求を行い、これを与党が受け入れ、1998年3月4日の参議院本会議で、賛成票　217、反対票　2（新社会党）のほぼ全会一致で可決された。
1998年3月19日に、この参議院修正を衆議院が全回一致で同意し、法案は成立した。
これにより、条件を充たすものは特定非営利活動法人として法人格の取得が可能となった。また近年、社会起業家の概念が普及してきており、コミュニティ・ビジネスの主体としても期待されている。また、国、地方自治体の財政逼迫等から全国的に行政とNPOとのいわゆる協働がブームとなっている。
そうした行政とNPOとのいわゆる協働の流れの中で、各地で行政とNPOが協働してルール作りを行うなどの新しい試みが行われている。
NGO（非政府組織）という表現との使い分けは視点の違いであって、「民間団体の中で、営利目的ではなく社会的な事業を行っているもの」という、非営利性を強調した表現がNPOであり、「社会的な非営利事業の中で、行政ではなく市民によって行われているもの」という、非政府性を強調した表現がNGOであると言える。一般的には、国際的な分野で活躍するのがNGOと呼ばれる。ただし、ともに非営利であり、非政府であるという意味ではNPOとNGOは共通している。
最近では、CSR（Corporate Social Responsibility - 企業の社会的責任）のステークホルダー（利害関係者）として、企業にとっても無視できない存在になっている。
ドラッカーは、NPOの原型は、日本の寺院にあると述べている。

## NPO商標問題
角川書店が、「雑誌」や「新聞」を指定商品として、「NPO」、「ボランティア」という語について商標登録出願をしたところ、特許庁は一旦登録を認めた。その後あるNPO法人が、雑誌名に「NPO」を含む雑誌を発刊しようとしたところ、この登録商標の存在が判明し、発刊に支障をきたす可能性が生じたことから、それを知った各地のNPO団体が「万人の公共財といえるNPOという言葉を特定の営利法人に独占させてはならない」と反発した。特にNPOは、さまざまな機関紙や雑誌・新聞などを発刊して意見を公表しながら社会改善を行っていくことが多く、そういった雑誌・新聞の誌名・紙名の一部に頻繁に使用されるであろう「NPO」という中核的な言葉を独占されたのでは、他の発刊者の事業展開に萎縮効果を生じさせ、ひいてはNPO活動に影響が大きいと思われたからである。なお、これらの商標登録が認められた場合に制限されるのは、「NPO」「ボランティア」を誌名や紙名として商業的に利用することであって、記事の表題や内容にこれらの語を用いることまでもが制限されるわけではない。
また、「NPO」「ボランティア」という言葉は、これら活動を積み重ねによってその概念を育ててきたNPOの人々にすれば、そういった活動にこれまで目立った貢献をしてきたわけではない角川書店が、抜け駆けで登録したことにも、強い反発を生む原因となった。その後、全国のNPO関係者の支援を受けたNPOが、特許庁へ登録異議申立を行った結果、角川書店の商標登録は取り消された。
決定の内容は、「本件商標は、標準文字よりなるものであり、その外観上の印象力及びこの語の有する意味からみて、創作性に欠け、指定商品の主たる内容を表示記述するものであって、取引者・需要者によって『雑誌，新聞』の自他商品識別標識と認識される程度が極めて低く、この語を含む題号の、NPO法人等の発行に係る定期刊行物等が多数存在する実情が認められ、また、この語について特定人に独占使用を認めることは公益上適当とはいえず、かつ、本件商標が使用された結果、自他商品識別力を獲得していた等の特段の事情もないことよりすれば、これをその指定商品である『雑誌，新聞』に使用しても、需要者が何人かの業務に係る商品であることを認識することができない商標である、というべきである」というものであった。

### 経過概要
- 2002年1月18日- 株式会社角川書店が、雑誌・新聞についての商標として「NPO」を出願[13]
- 2003年4月25日-商標登録[13]。
- 2003年6月5日 - 本件問題についてマスコミ等の報道。
- 2003年6月6日 - 角川ホールディングスが各紙に社告掲載。
- 2003年7月25日 - 商標登録異議申立書の提出（特許庁へ）。
- 2004年6月17日 - 特許庁が取消理由通知（角川側に意見書提出の機会付与）。
- 2005年5月10日 - 特許庁が「NPO」商標取消決定。
- 2005年5月11日 - 特許庁が「ボランティア」商標取消決定。

## NPO売買・犯罪利用・公金搾取問題
公金を利用した金儲けや不明朗会計による横領、詐欺や口座乱造など犯罪利用も見られるNPOの売買、売買仲介業者が存在していることなどNPOにまつわる諸問題が指摘されている。活動実態が乏しいまたは休眠状態、売却されていたことを犯罪利用発覚後に知ったなど、管轄の地方自治体も大半のNPOの活動実態を全く把握できていない。このようなことが見られることが日本では大きな問題になっている。